# لاژیدینو
لاژیدینو (به پرتغالی: Lajedinho) یک منطقهٔ مسکونی در برزیل است که در باهیا واقع شده‌است. لاژیدینو ۳٬۷۵۸ نفر جمعیت دارد.